# Friedrich Austerlitz

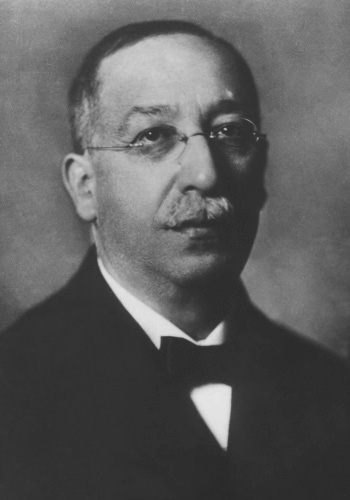
Friedrich Austerlitz

Friedrich Austerlitz (* 26. April 1862 in Hochlieben  bei Mělník, Böhmen; † 5. Juli 1931 in Wien) war ein österreichischer sozialdemokratischer Journalist und Politiker.

## Leben

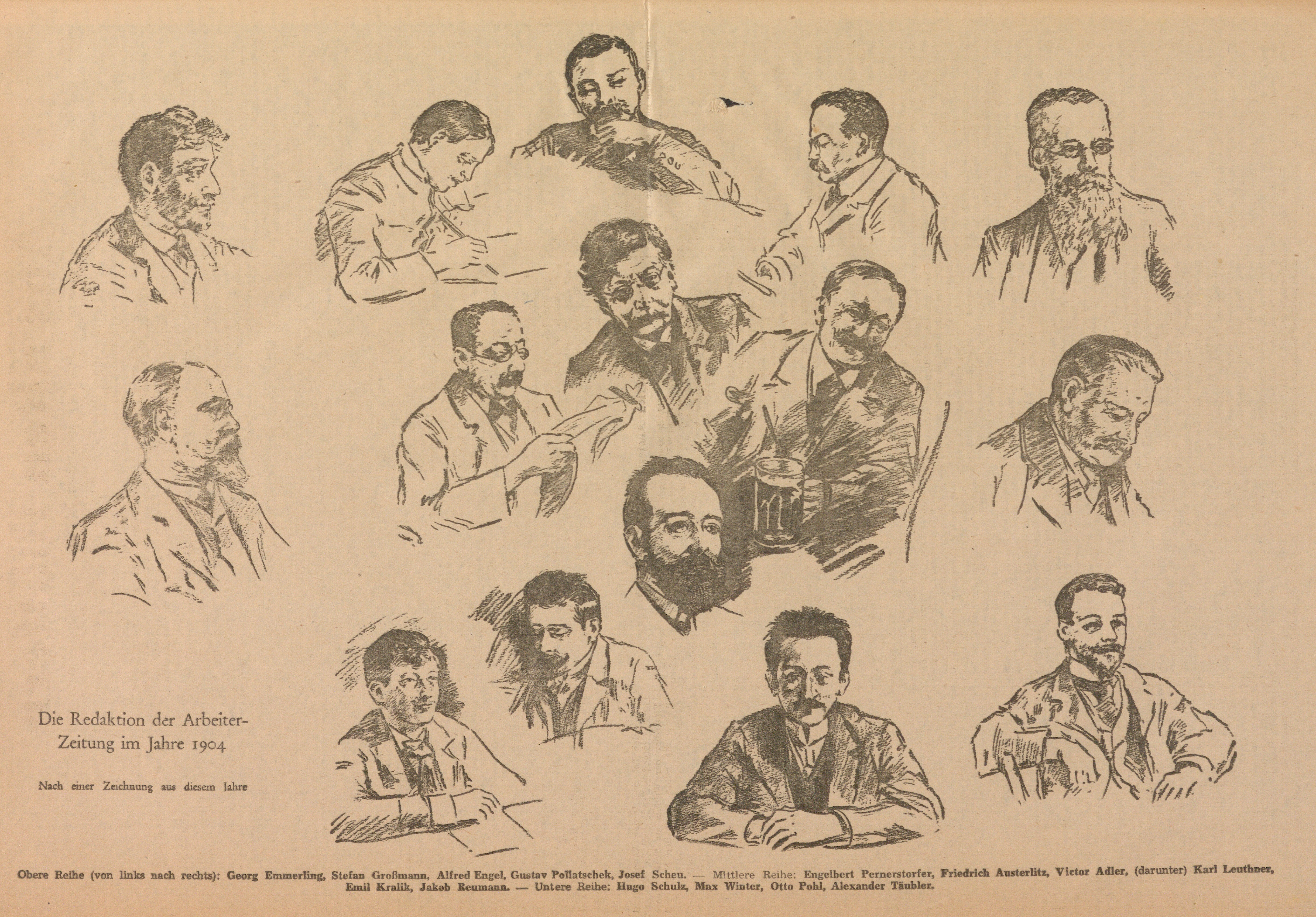
Die Redaktion der Arbeiter-Zeitung 1904: Georg Emmerling, Stefan Großmann, Alfred Engel Gustav Pollatschek, Josef Scheu. - Mittlere Reihe: Engelbert Pernerstorfer, Friedrich Austerlitz, Victor Adler, (darunter) Karl Leuthner, Emil Kralik, Jakob Reumann. - Untere Reihe: Hugo Schulz, Max Winter, Otto Pohl, Alexander Täubler

Austerlitz kam aus einfachen Verhältnissen und musste sich schon sehr früh seinen Lebensunterhalt selbst verdienen. Von 1870 bis 1879 besuchte er die Bürgerschule in Jungbunzlau
Ab 1876 arbeitete Austerlitz als Knecht, Lagerarbeiter und Handlungsgehilfe. Über die Maßen ehrgeizig, brachte er sich mit der Zeit selbst sehr viel bei. 1898 trat er aus dem Judentum aus.
Mit 25 Jahren wurde Austerlitz von Victor Adler „entdeckt“ und für dessen 1889 in Wien gegründete sozialdemokratische Arbeiter-Zeitung engagiert. Als diese 1895 zu einer Tageszeitung umgestellt wurde, übernahm Austerlitz von Adler, dem seine politischen Funktionen nicht erlaubten, sich täglich um die Zeitung zu kümmern, die Funktion des Chefredakteurs.
Austerlitz engagierte sich als Mitglied der Sozialdemokratischen Arbeiterpartei für verschiedene politische Themen, besonders aber für die Pressefreiheit: Der 1902 von k.k. Ministerpräsident Ernest von Koerber im Reichsrat eingebrachte Entwurf eines neuen Pressegesetzes wurde von ihm herb kritisiert; auf das republikanische Pressegesetz von 1922 übte er maßgeblichen Einfluss aus. Für das allgemeine und gleiche Wahlrecht setzte er sich ebenso heftig ein wie für eine eher sozialistisch ausgerichtete Wirtschaftsordnung. Parallel dazu sollte die Gesellschaft neu geordnet werden.
Am 16. Februar 1919 wurde er in die Konstituierende Nationalversammlung Deutschösterreichs, am 17. Oktober 1920 in den Nationalrat gewählt, dem er, 1923, 1927 und 1930 wiedergewählt, bis zu seinem Tod angehörte (I., II. und III. Gesetzgebungsperiode). Obwohl kein Jurist, wurde Austerlitz 1919 auch auf Lebenszeit in den Verfassungsgerichtshof berufen, musste diesen jedoch infolge der Bundes-Verfassungsnovelle 1929 wieder verlassen.
Als am 14. Juli 1927 die Angeklagten des Schattendorfer Prozesses freigesprochen wurden, verfasste Austerlitz für die tags darauf erschienene Ausgabe der Arbeiter-Zeitung den angesichts der straflosen Tötung zweier Menschen verständlichen Leitartikel Die Mörder von Schattendorf freigesprochen!. Dieser bot Anlass für die am gleichen Tag in Wien abgehaltene Massendemonstration, bei der Ausschreitungen im Brand des Justizpalastes und einem zügellosen Polizeieinsatz mit 89 toten Demonstranten und fünf toten Polizisten gipfelten.

## Tod und Erinnerung

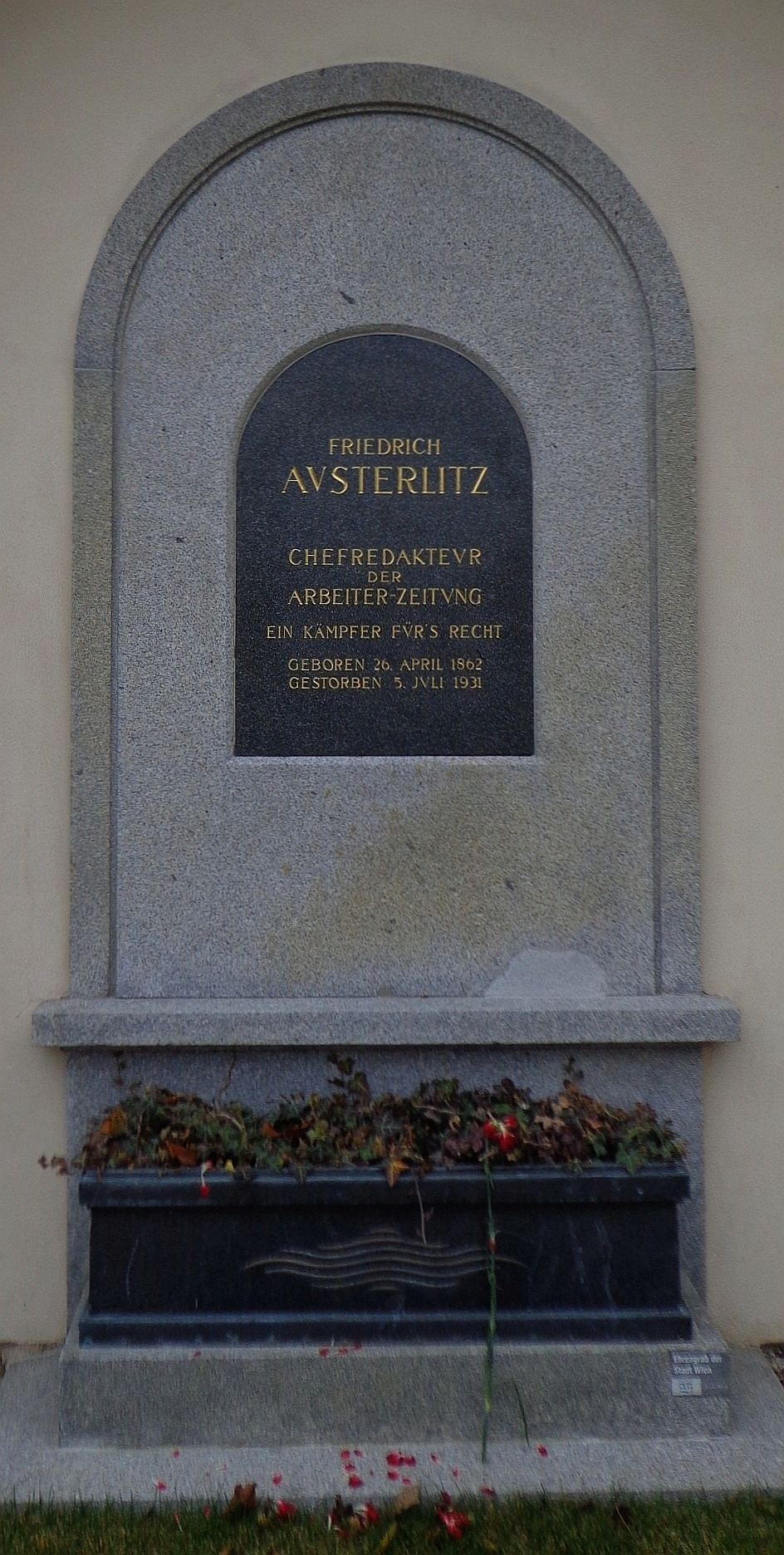
Grabstätte von Friedrich Austerlitz

Friedrich Austerlitz starb im Alter von 69 Jahren am 5. Juli 1931 in Wien. Sein ehrenhalber gewidmetes Grab befindet sich in Wien im Urnenhain der Feuerhalle Simmering (Abteilung ML, Gruppe 20, Grab Nr. 1G).
Die Wiener Stadtverwaltung benannte wenig später einen sehr großen Gemeindebau im 3. Bezirk Austerlitzhof. Der Austrofaschismus änderte diesen Namen in Rabenhof. 1949 wurde ein etwas kleinerer Gemeindebau im 16. Bezirk, Maroltingergasse 78–82 und Lorenz-Mandl-Gasse 51–53, Austerlitzhof benannt. 1993 wurde im 22. Bezirk, in der Siedlung Trabrenngründe bei der U-Bahn-Station Rennbahnweg, die Austerlitzgasse nach Friedrich Austerlitz benannt.

## Werke
- Austerlitz spricht (1931)
- Preßrecht und Preßfreiheit (1902)